# O Sul É o Meu País
O Sul É o Meu País é um movimento da Região Sul do Brasil que estuda a viabilidade da separação dos estados do Paraná, Santa Catarina e Rio Grande do Sul do restante da federação. Foi fundado originalmente em 1992 no município de Laguna, SC, pelo historiador e político brasileiro Adílcio Cadorin. Tem sede atual na cidade de São Sepé e comissões em diversos municípios do sul. Objetiva avaliar as possibilidades de emancipação política e administrativa desses estados.
O grupo cita o conceito de autodeterminação dos povos como motivação para a autonomia da região. Outros motivos citados por organizadores do movimento incluem fatores culturais, políticos, e econômicos, entre eles uma insatisfação com a carga tributária que recai sobre os estados. O historiador Gilmar Arruda argumenta que supostas diferenças regionais e culturais nas quais o movimento seria baseado não apresentam distinção significativa do restante do país. Já para o cientista social, Fernando Schuler, existem "enormes diferenças culturais" entre a região sul e a região tropical do Brasil, e as pautas do movimento são "válidas", apesar de "inviáveis".
Desde 2016, o movimento realiza uma consulta popular informal, sem valor legal, denominada Plebisul, a fim de auferir se a população dos três estados da região Sul gostaria de separar-se do restante do país. Para docentes da área do direito, uma eventual separação seria contra a atual constituição brasileira, apesar das consultas populares não serem ilegais.

## Movimento
Segundo as lideranças, o movimento possuí mais de 30 mil filiados e cerca de 300 mil simpatizantes. Sua sede nacional localiza-se em São Sepé, tendo diversas localizações anteriores, contando ainda com comissões em diversos municípios da Região Sul. Atendendo a requisitos legais, possui um estatuto registrado e aprovado em Assembleia Geral de seus membros. Celso Deucher, historiador e jornalista que participa da liderança do movimento, comenta em notícia publicada no jornal Zero Hora que, apesar de poucos políticos declararem-se favoráveis ao movimento, "parte do material de divulgação é impressa na gráfica do Senado. Mas o pessoal não quer se expor".
Apesar do foco dos estudos do grupo ser a emancipação dos três estados mais meridionais do Brasil, a suposta independência da região Sul seria apenas uma consequência da emancipação política e econômica de todos os estados brasileiros através da adoção de um regime confederado. Desta forma, o movimento estipula que seria criada "uma unidade nacional calcada no respeito às diferenças regionais", reconhecendo a validade e apoiando supostas pautas separatistas de outras regiões, como autores separatistas do nordeste. Os seus defensores alegam que os estados do Rio Grande do Sul, Santa Catarina e Paraná possuiriam características próprias e distintas do restante do país, e destarte reclamam o direito à autodeterminação política, econômica, social e cultural, baseando-se na expectativa de autossuficiência para poder melhor direcionar os recursos do estado para atender às suas peculiaridades regionais.

### Motivação
Segundo lideranças e segundo a carta de princípios do movimento, as motivações para a separação da região incluem fatores econômicos e tributários, como uma carga tributária supostamente elevada sob a região e um suposto potencial de autossuficiência, bem como fatores políticos, incluindo, segundo lideranças, a corrupção do governo federal e, segundo a carta de princípios, uma suposta sub-representação da região sul na política nacional. De maneira geral, são citados ainda fatores culturais que seriam particulares à região sul, devido à imigração europeia aliada à miscigenação com a população local, e também fatores climáticas particulares à região. A carta de princípios do movimento cita ainda fatores históricos - de guerras separatistas ou federalistas travadas na região no passado - e fatores sociais e morais, que estariam ligados à corrupção na política nacional e a um suposto descaso com a região sul.
Por vezes aparecem em textos do movimento ou é mencionado por líderes do mesmo o princípio de autodeterminação dos povos e clamores por maior autonomia regional, tanto da região sul quanto de outras regiões, e de respeito mútuo da soberania alheia entre elas. Em um manifesto publicado pelo movimento, são levantadas, além de outras pautas, questões de identidade regional; de que haveria dentro do Brasil regiões com as quais seus habitantes se identificam primeiro, antes de identificarem-se como brasileiros, exaltando que "O Brasil é ... um Estado mais geográfico do que histórico" - frase atribuída a Raymundo Faoro. É escrito ainda, dentre outras motivações, que o Brasil seria um país que "não deu certo", e que "não dá, nem nunca dará certo", mas que a região, caso possuísse autonomia para desenvolver-se de maneira independente, teria maior potencial para crescer.

### Viabilidade jurídica

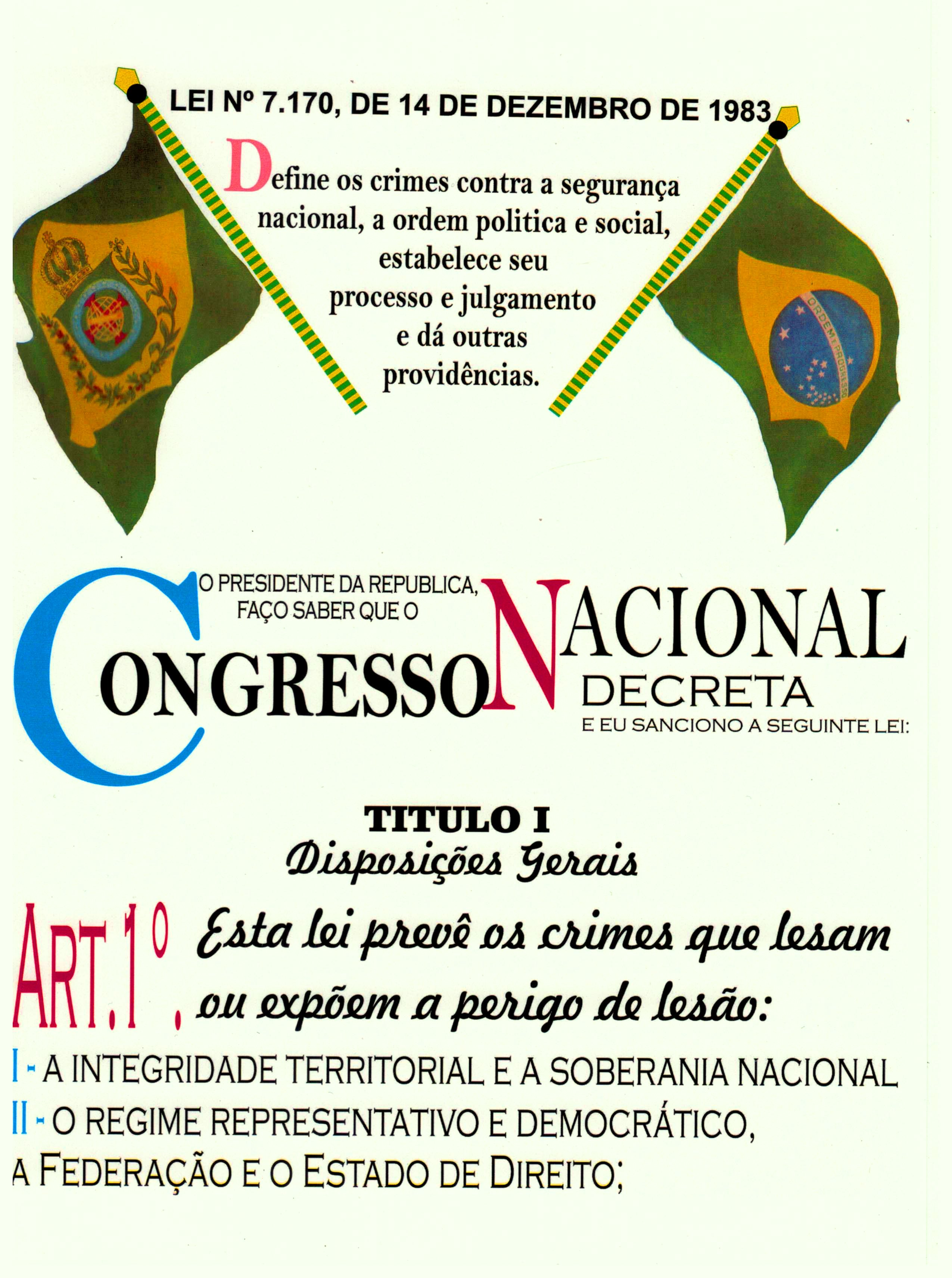
De acordo com a Lei de Segurança Nacional atos de pregação contra a integridade territorial e a soberania nacional, atos de tentar desmembrar parte do território nacional para constituir país independente incorre em crime com penalidade de reclusão de 4 a 12 anos.

O artigo primeiro da Constituição brasileira de 1988, define a República Federativa do Brasil como "formada pela união indissolúvel dos Estados e Municípios e do Distrito Federal". Tal dispositivo torna inconstitucional qualquer movimento que tenha como objetivo, direto ou indireto, a separação de estados brasileiros do país. Segundo Eduardo Carrion, professor de Direito Constitucional da Universidade Federal do Rio Grande do Sul, "…mesmo uma manifestação popular, um referendo ou plebiscito, não pode ultrapassar certos limites, entre os quais o da própria integridade nacional.". No entanto, a própria legislação brasileira garante a liberdade de cada cidadão de manifestar ideologicamente o seu pensamento, desde que para tanto se utilize de "normas infraconstitucionais (não usar armas de fogo, não atentar contra a vida pública, não incitar violência)".
Segundo o professor de direito constitucional da Fundação Getúlio Vargas, Daniel Vargas, as iniciativas do movimento estariam dentro da legalidade "enquanto ficarem limitadas à realização de consultas populares", complementando que, todavia, "a independência de Estados e entes da Federação não é admitida". Rodrigo Stumpf González, professor de ciência política da Universidade Federal do Rio Grande do Sul, afirma que o projeto de independência vai de encontro com a constituição. Em resposta, líderes do movimento afirmam que os separatistas reconhecem que ainda estão distantes de seus objetivos, mas que a lei "sofre mudanças ao longo da história".
Outra via de análise, partindo do direito internacional, invoca o direito de autodeterminação dos povos. Distingue-se, então, o conceito de integridade territorial (invocado pelo Estado) e o direito de um povo de reivindicar a sua emancipação de uma maioria, segundo acordo ratificado pelo Brasil. Uma representante do movimento afirma que o mesmo busca em primeiro momento o reconhecimento a nível nacional, mas que se "não forem aceitos", recorreriam à Organização das Nações Unidas e à Organização das Nações e Povos Não Representados. Por outro lado, segundo Luís Renato Vedovato, professor de direito na Unicamp, as reivindicações do movimento não se enquadrariam "nas prerrogativas reconhecidas internacionalmente".

### Ativismo e propaganda

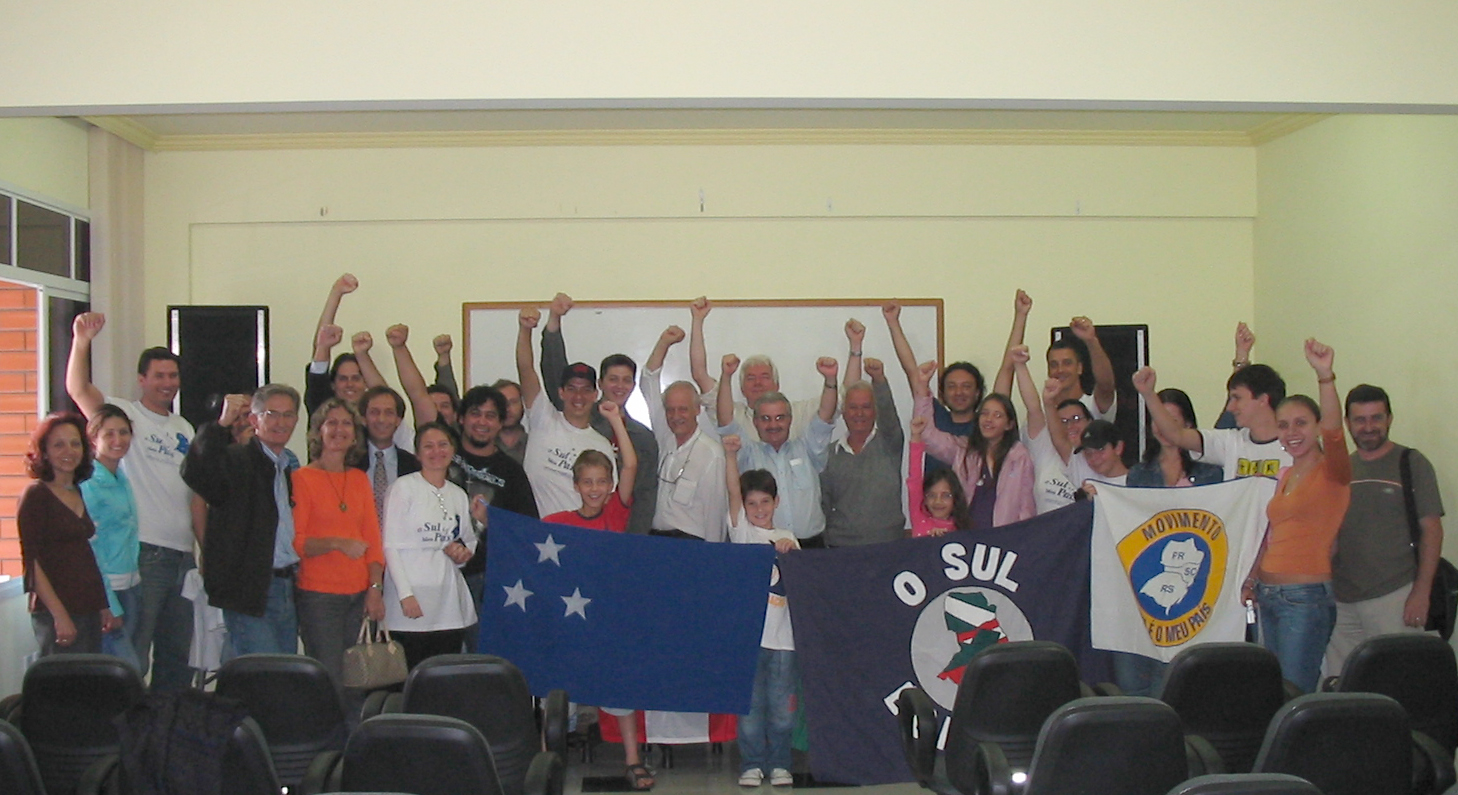
Curso de formação de líderes em Brusque, Santa Catarina

Em geral, os símbolos usados mostram o mapa político da Região Sul, com as siglas de cada estado, nas cores branca e azul. O movimento adotou a bandeira totalmente azul com três estrelas de cinco pontas dispostas em triângulo no canto superior esquerdo como seu símbolo, que representam os três estados da região sul. Em alguns dos cartazes e textos aparece a inscrição "Nação Sul-brasileira".
O movimento publica ainda a Revista Sul Livre, de edição mensal mas de pouca tiragem, além de alguns livros que abordam o tema separatista. Também são usados para divulgação adesivos, cartazes e camisetas com o tema separatista, bem como a bandeira do movimento.
Segundo o estatuto do movimento, este é suprapartidário, não podendo haver influência ou dependência de qualquer partido político em específico. A ideia é um separatismo independente de correntes políticas, desde que haja comprometimento com os valores democráticos.

## História

### Precedentes

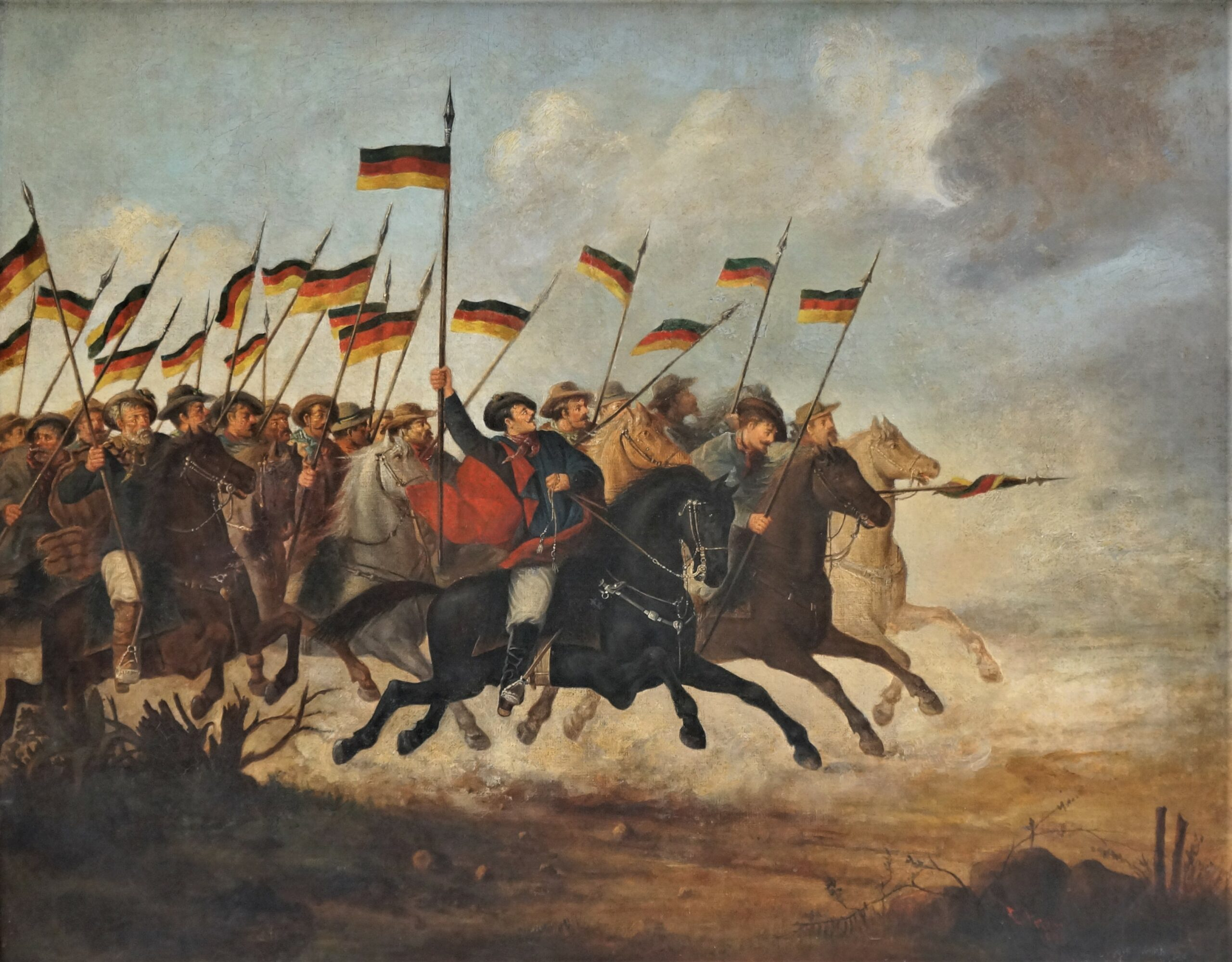
Carga de cavalaria Farroupilha, Guilherme Litran, acervo do Museu Júlio de Castilhos

A busca por autonomia está presente em diversos momentos da história da Região Sul, o que leva o movimento a inspirar-se na história como sua raiz. Já no século XVIII o índio guarani Sepé Tiaraju havia exclamado "Esta terra tem dono!", durante a Guerra Guaranítica, que acabou destruindo as missões jesuíticas no Rio Grande do Sul, Paraná, Argentina e Paraguai. No século XIX, a Revolução Farroupilha eclodiu na República Rio-Grandense de 11 de setembro de 1836 e na República Juliana em Santa Catarina. Autonomistas dos três estados da Região Sul também lutaram ao lado dos Maragatos durante a Revolução Federalista no final do século XIX. No século XX, separatistas apoiaram Assis Brasil na Revolução de 1923 inspirado no ideal federalista do Partido Federalista do Rio Grande do Sul, de influência maragata. Também durante a Guerra do Contestado, que aconteceu no Paraná e Santa Catarina, chegou a ser declarada uma monarquia sulina pelos insurgentes.
Na região sul, exceto no Paraná, mais precisamente no Rio Grande do Sul e em algumas regiões de Santa Catarina comemora-se oficialmente a Revolução Farroupilha. Durante a semana do dia 20 de setembro, aniversário da revolução, diversos Centros de Tradições Gaúchas espalhados por todo o Brasil festejam a data lembrando os méritos desta revolta separatista; já a bandeira do estado do Rio Grande do Sul contém a inscrição "República Rio-Grandense". Em Santa Catarina, a revolucionária Anita Garibaldi é homenageada, emprestando seu nome a dois municípios (Anita Garibaldi e Anitápolis), a diversos bairros, ruas e praças. Festeja-se todo ano na cidade de Laguna-SC a encenação da República em Laguna, evento que declarou a República Juliana durante a Revolução Farroupilha. Uma pesquisa divulgada em 1993 mostra que em um eventual plebiscito realizado na data no Rio Grande do Sul, o voto favorável à separação seria vitorioso.

### Movimento
O movimento surgiu oficialmente durante o 2º Congresso Separatista, que aconteceu nos dias 18 e 19 de julho de 1992 em Laguna-SC, fundado pelo político Adílcio Cadorin, ex-prefeito do município pelo PFL. Em 1993, após maior divulgação da ideia e o surgimento de outros movimentos separatistas na região, os separatistas enfrentaram problemas judiciais e críticas de veículos de comunicação e figuras políticas.
Durante a Assembleia Nacional de 1998, foi lançado novamente um candidato a deputado estadual por Santa Catarina, mas por falta de recursos a tentativa não logrou sucesso.
Em agosto de 2000, durante Assembleia Nacional realizada em Brusque, resolveu-se optar pela renovação das lideranças, projeto que continua em andamento, e com isso formou-se o GESUL, braço ideológico do movimento. Em 2001 contavam-se mais de 300 comissões em diversos municípios da Região Sul.
Em novembro de 2006 realizou-se o 2º Congresso Nacional Sul-brasileiro e 8ª Assembleia Geral na cidade de Brusque, onde foi eleito o novo presidente da entidade, James Fioravanti, juntamente à nova diretoria. Fioravanti assume o cargo que durante muito tempo ficou nas mãos de Celso Deucher, conhecido como "Tchê", principal fundamentador ideológico e filosófico do movimento.
Em 2017 o coordenador do movimento, Celso Deucher, sugeriu que a capital do país seria Lages, em Santa Catarina, e a moeda se denominaria Pila.

## Plebisul
O Plebisul é uma consulta popular informal organizada e financiada pelo movimento O Sul é o Meu País, sem valor legal, com a finalidade de perguntar à população da região sul do Brasil se é de seu interesse a formação de um novo país a partir da separação dos estados brasileiros do Rio Grande do Sul, Santa Catarina e Paraná. Realizada pela primeira vez em 1° de outubro de 2016 em diversas cidades do Sul do Brasil, sua primeira edição reuniu 616 917 votantes.

### Organização
A consulta vem sendo realizada anualmente, sendo aberta para qualquer eleitor registrado em algum dos três estados da região sul, independente de apoio à proposta ou ao movimento, não havendo, todavia, verificação do título eleitoral. O controle dos votos se dá através de um carimbo no braço do eleitor e da assinatura de uma lista de urna. A contagem dos votos é realizada no local da apuração, no horário de término da votação, pelo fiscal de urna com a presença de pelo menos uma testemunha não participante, sendo a urna impugnada na ausência desta. Os organizadores do evento afirmam que estariam convidadas a OAB, sindicatos, a imprensa, e "toda a Sociedade que queira acompanhar" para a auditoria local dos votos, sendo a auditoria regional realizada pela própria comissão organizadora, que convida as mesmas entidades para acompanhamento. Para edições futuras, os organizadores afirmam analisar a viabilidade de "uma auditoria de organizações internacionais".

### Motivações
Segundo texto publicado por Celso Deucher, um dos líderes do movimento que organiza a consulta, o motivo desta seria consultar a população sobre sua vontade pela separação do Brasil. Deucher aponta ainda motivações econômicas e políticas, e os organizadores da consulta citam a insatisfação com a política nacional e uma suposta taxação excessiva da região sul do Brasil, em especial em relação aos impostos pagos ao governo federal. Segundo a organizadora da edição de 2017, o movimento que visa uma eventual independência do Brasil estaria em "fase de consultar a população", citando inspiração em motivos "econômicos e políticos". Outra participante afirma que o fator motivador é o "econômico-tributário", e cita a insatisfação com a corrupção como motivo. Daniel Vargas, professor de direito constitucional, escreve que a iniciativa de consulta popular seria uma reação ao cenário político nacional, segundo ele representando uma "degradação desse espírito de comunidade e de identidade nacional".

### Primeira edição
Os organizadores anunciaram inicialmente o Plebisul como um plebiscito, mas o uso do termo teve de ser removido da promoção da consulta em obediência a uma determinação do Tribunal Regional Eleitoral de Santa Catarina. A realização do Plebisul no mesmo dia das eleições municipais, 2 de outubro, pretendida pelos organizadores, também foi proibida pelo tribunal. Cesar Augusto Mimoso Ruiz Abreu, desembargador presidente do TRE-SC, alegou em parecer que o termo "plebiscito" só pode ser utilizado para consultas formais e em conformidade com as leis. Também segundo o desembargador, realizar essas votações no mesmo dia poderia causar uma série de riscos ao processo eleitoral e confusões desnecessárias ao eleitor. A data de promoção do Plebisul foi transferida para o dia primeiro daquele mesmo mês.
A pergunta realizada foi: "Você quer que o Paraná, Santa Catarina e Rio Grande do Sul formem um país independente?" e as opções de resposta eram "Sim" e "Não". Ao todo, 4 000 urnas foram distribuídas entre 1 279 locais de votação em centenas de municípios da Região Sul. A edição custou aproximadamente 100 000 reais, pagos, segundo os organizadores, através de doações de integrantes do movimento ou de contribuidores. A meta mínima de votantes definida pelos organizadores foi de 1 milhão de eleitores ou 5% dos eleitores dos estados do Paraná, Santa Catarina e Rio Grande do Sul. Participaram da consulta 616 917 votantes. Foram apurados 590 664 (95,74%) votos pelo "Sim" e e 26 253 (4,26%) pelo "Não", sendo a meta determinada pelos organizadores não alcançada.
| Resultado e participação nos estados - Plebisul 2016 | Resultado e participação nos estados - Plebisul 2016 | Resultado e participação nos estados - Plebisul 2016 | Resultado e participação nos estados - Plebisul 2016 | Resultado e participação nos estados - Plebisul 2016 | Resultado e participação nos estados - Plebisul 2016 | Resultado e participação nos estados - Plebisul 2016 | Resultado e participação nos estados - Plebisul 2016 | Resultado e participação nos estados - Plebisul 2016 |
| Estado                                               | Votos SIM                                            | %                                                    | Votos NÃO                                            | %                                                    | Participação absoluta                                | Eleitores registrados                                | Participação relativa                                |                                                      |
| ---------------------------------------------------- | ---------------------------------------------------- | ---------------------------------------------------- | ---------------------------------------------------- | ---------------------------------------------------- | ---------------------------------------------------- | ---------------------------------------------------- | ---------------------------------------------------- | ---------------------------------------------------- |
| Paraná                                               | 21 361                                               | 88,82                                                | 2 690                                                | 11,18                                                | 24 051                                               | 7 869 450                                            | 00,31                                                |                                                      |
| Rio Grande do Sul                                    | 311 356                                              | 97,21                                                | 8 924                                                | 02,79                                                | 320 280                                              | 8 362 830                                            | 03,83                                                |                                                      |
| Santa Catarina                                       | 257 947                                              | 94,63                                                | 14 639                                               | 05,37                                                | 272 586                                              | 4 985 048                                            | 05,47                                                |                                                      |
| Total                                                | 590 664                                              | 95,74                                                | 26 253                                               | 04,26                                                | 616 917                                              | 21 217 328                                           | 02,91                                                |                                                      |

### Segunda edição
Em 2017, foi anunciada uma segunda edição da consulta, a ser realizada no dia 7 de outubro do mesmo ano. A edição contou com custo estimado em R$25 mil. A meta de participação foi definida como a mesma da consulta anterior - 1 milhões de votantes.
Em sua segunda edição, os organizadores coletaram também assinaturas para um projeto de lei de iniciativa popular para a realização de um plebiscito oficial, em 2018, com a mesma pergunta e opções de resposta da consulta popular informal realizada até então.
| Resultado e participação nos estados - Plebisul 2017 | Resultado e participação nos estados - Plebisul 2017 | Resultado e participação nos estados - Plebisul 2017 | Resultado e participação nos estados - Plebisul 2017 | Resultado e participação nos estados - Plebisul 2017 | Resultado e participação nos estados - Plebisul 2017 | Resultado e participação nos estados - Plebisul 2017 | Resultado e participação nos estados - Plebisul 2017 | Resultado e participação nos estados - Plebisul 2017 |
| Estado                                               | Votos SIM                                            | %                                                    | Votos NÃO                                            | %                                                    | Part. absoluta                                       | Eleitores registrados                                | Part. relativa (%)                                   | Var. relativa (%)                                    |
| ---------------------------------------------------- | ---------------------------------------------------- | ---------------------------------------------------- | ---------------------------------------------------- | ---------------------------------------------------- | ---------------------------------------------------- | ---------------------------------------------------- | ---------------------------------------------------- | ---------------------------------------------------- |
| Paraná                                               | 73 332                                               | 94,08                                                | 4 615                                                | 05,92                                                | 77 947                                               | 7 869 450                                            | 00,99                                                | + 224,09                                             |
| Rio Grande do Sul                                    | 180 329                                              | 97,16                                                | 5 263                                                | 02,84                                                | 185 592                                              | 8 362 830                                            | 02,22                                                | - 42,05                                              |
| Santa Catarina                                       | 96 972                                               | 96,28                                                | 3 745                                                | 03,72                                                | 100 717                                              | 4 985 048                                            | 02,02                                                | - 63,05                                              |
| Total                                                | 350 633                                              | 96,26                                                | 13 623                                               | 03,74                                                | 364 256                                              | 21.217.328                                           | 01,72                                                | - 40,96                                              |

### Reações
No dia 6 de outubro de 2016, o governador de Santa Catarina, Raimundo Colombo, afirmou em entrevista: "Eu sou brasileiro, quero o Brasil unido e forte. Eu não defendo isso, acho que nós temos que unir e superar as nossas dificuldades, não separar e achar culpados". Em 2 de outubro de 2017, Goura, vereador de Curitiba, afirma ter protocolado no Ministério Público Eleitoral pedido para suspender a segunda edição da consulta, acusando os organizadores de xenofobia. Segundo o advogado do movimento organizador, este não havia recebido notificação a respeito, mas recorreria caso recebesse. O vereador de Curitiba, Mauro Ignácio, apoiou a consulta popular e cobrou posicionamento do governador do estado, Beto Richa, escrevendo que "é um movimento da população, é um movimento pacífico. Eu acho que ela tem todo o direito de se manifestar".

## Críticas
Segundo o historiador Gilmar Arruda, o movimento utilizaria como base um ideal que gira em torno das "diferenças naturais", e que o clima subtropical criaria a percepção de que a região, no caso os pampas, possui uma identidade própria. Assim a região não se distinguiria das outras regiões por questões culturais ou ligadas a um "povo" distinto do restante do país, uma vez que o autor acredita que o Brasil é praticamente formado pela mesma mistura de povos e culturas.
Já o historiador Jean Baptiste Nardi, em um artigo que se detém sobre a relação entre cultura e identidade, afirma: "o brasileiro identifica-se primeiro com seu Estado ou sua região;" e conclui: "Os intelectuais, por mais ilustres que sejam, são incapazes de definir o caráter nacional brasileiro, a identidade nacional: não se sabe se existe". Para o professor de ciências sociais Fernando Schuler, do Insper, haveria "enormes diferenças culturais" entre a região sul e a região tropical do Brasil, e as justificativas para separação seriam "válidas", mas "inviáveis".
O movimento também recebeu críticas de xenofobia, particularmente em seus primeiros anos. Os organizadores negam o suposto viés, escrevendo que o movimento teria a participação de diversas etnias e caráter multicultural, e que a motivação dos favoráveis à separação seria principalmente político-econômica.
Alfredo Meneghetti, um economista da Pontifícia Universidade Católica do Rio Grande do Sul (PUCRS), questiona se um novo país formado pelos estados da região seria capaz de sustentar-se financeiramente. Já o professor de ciência política, Rodrigo González, afirma que o projeto de independência teria "pouquíssima viabilidade" por ser proibido pela Constituição Federal de 1988.